# 達尼洛·卡塔爾迪
達尼洛·卡塔爾迪（義大利語：Danilo Cataldi，1994年8月6日—）是義大利的一位足球運動員，場上司職中場，現在效力於意甲球隊拉齐奥。在2013-14賽季，他曾被拉素外借至克罗托内。2015年1月18日，他首次代表拉素在意甲出場。2014年3月5日，他首次代表義大利U21國家隊參賽。